# X Factor Brasil (1.ª temporada)
A primeira temporada do X Factor, um talent show brasileiro, estreou em 29 de agosto de 2016, sendo transmitido pela Band às segundas e quartas-feiras em parceria com a TNT, que reexibe-o às terças e quintas-feiras. O programa conta com a apresentação de Fernanda Paes Leme e a bancada de jurados formada por Alinne Rosa, Di Ferrero, Paulo Miklos, e Rick Bonadio. Maurício Meirelles é responsável pelas reportagens e entrevistas nas salas de espera, além da apresentação do Pré-Factor, uma espécie de resumo exibido anteriormente ao programa, mostrando os bastidores.

## Apresentação e jurados
Rafael Cortez foi cogitado para apresentar o programa logo que anunciado sua produção, no início de março. Porém, no mesmo mês, o apresentador não renovou com a Band e assinou contrato com a Rede Globo. Em 17 de maio Fernanda Paes Leme é anunciada como apresentadora, rescindindo seu contrato com a Globo após 18 anos de trabalhos prestados. A decisão deu-se pelo fato de Fernanda querer se fundamentar como apresentadora, vindo da experiência no comando de outro talent show, Superstar, em sua emissora antiga. Para a bancada de jurados, Anitta foi o primeiro nome sondado, porém o fato de ter que assinar um contrato restrito a uma única emissora, impedindo-a de divulgar seu trabalho em outros canais da televisão aberta até dezembro de 2016, foram decisivos para as negociações não avançarem.
Daniela Mercury também foi cotada, porém a artista já tinha acertado sua participação na terceira temporada do Superstar. Nomes como Ana Carolina, Kelly Key, Wanessa Camargo e Preta Gil foram sondadas para ocupar a única vaga feminina, enquanto Alexandre Pires foi procurado para ocupar uma das três vagas masculinas. Porém as negociações não avançaram pela latente ameaça de boicote da Rede Globo aos artistas que assinassem com a concorrência, podendo barrar suas participações em programas da emissora futuramente. O presidente da Sony Music Brasil, Paulo Junqueira, que foi jurado do versão portuguesa, e a cantora e atriz de teatro musical Li Martins declararam publicamente a vontade de se tornarem jurados do programa, porém a emissora não chegou a contatá-los. Em 2 de junho, o produtor Rick Bonadio é anunciado como o primeiro jurado, visto suas experiências anteriores nos talent shows Popstars, Ídolos e Fábrica de Estrelas, sendo que ele era um dos primeiros nomes cotados desde o anúncio do programa. Em 4 de julho, Di Ferrero, vocalista da banda NX Zero, e Alinne Rosa fecham contrato e são anunciados no júri. Dias depois, em 8 de julho, Paulo Miklos, até então vocalista e guitarrista da banda Titãs, é revelado como o último nome da bancada. Fernanda Abreu, Ludmilla, Péricles e Tiago Iorc participaram das seleções como mentores assistentes.
| Jurado       | Categoria | Mentor assistente |
| ------------ | --------- | ----------------- |
| Di Ferrero   | Homens    | Péricles          |
| Alinne Rosa  | Mulheres  | Tiago Iorc        |
| Paulo Miklos | Grupos    | Fernanda Abreu    |
| Rick Bonadio | Adultos   | Ludmilla          |

## Inscrições
As inscrições foram abertas em 2 de maio de 2016. Podia candidatar-se qualquer pessoa a partir de 16 anos ou que completasse a idade até o dia da primeira audição. O inscrito deveria se enquadrar em uma das quatro categorias do programa: homens, mulheres, grupos e adultos. Para as categorias de homens e mulheres solistas eram aceitáveis candidatos entre 16 a 24 anos; para os adultos aprovam-se candidatos acima dos 25 anos, sem limite de idade; já para a categoria de grupo inclui-se duplas, trios, grupos vocais e dançantes, mas não bandas, uma vez que os candidatos não podem usar instrumentos. No ato da inscrição era necessário enviar um vídeo de no máximo 2 minutos inédito e recente, gravado exclusivamente para uso do programa e para a avaliação da produções, que constatou se a pessoa estava apta para participar, no qual o participante deveria cantar uma música sem fundo musical ou qualquer edição de imagem ou voz. A partir deste ponto a produção avaliava cada um dos vídeos, constatando a eletividade destes, e enviava um e-mail para os interessados com todas as informações de onde seria a primeira audição. O local da primeira audição foi mantido em segredo para despistar a imprensa, sendo que os inscritos receberam seus e-mail de confirmação, mas souberam apenas na semana o local. Pessoas de outros países que não possuem versões do X Factor, como Angola e localidades da América do Sul, foram permitidas participar, desde que falassem língua portuguesa.

## Audições abertas
As audições gerais, com todos os inscritos, foram realizadas entre 9 e 10 de julho de 2016 Arena Corinthians, em São Paulo, reunindo pessoas de diversos estados. Originalmente cogitava-se realizar audições em Salvador, no Rio Vermelho Hotel, Belém, no Gold Mar Hotel, Goiânia, São Paulo e Rio de Janeiro, porém o número grande de candidatos optou-se por escolher apenas a capital paulista por ser onde teria maior capacidade. Ao todo 30 mil candidatos passaram pelos dois dias de seleção, a qual foram avaliados pelos produtores do programa. Esta fase do programa não foi televisionada.

## Audições
As audições com os jurados foram realizadas entre os dias 25 e 29 de julho de 2016 no Teatro Dom Bosco do Colégio Salesiano Santa Teresinha, em São Paulo. Durante a exibição, as audições foram divididas em oito episódios e 104 participantes foram aprovados para a próxima fase.

### Episódio 1 (29 de agosto de 2016)
| Participante     | Canção                                                                      | Cidade                    | Categoria | Voto dos jurados | Voto dos jurados | Voto dos jurados | Voto dos jurados |
| Participante     | Canção                                                                      | Cidade                    | Categoria | Alinne           | Di               | Paulo            | Rick             |
| ---------------- | --------------------------------------------------------------------------- | ------------------------- | --------- | ---------------- | ---------------- | ---------------- | ---------------- |
| Luan Lacerda     | "Trem das Onze" (Demônios da Garoa)                                         | Almenara, MG              | Homens    | Sim              | Sim              | Sim              | Sim              |
| V Killer         | "Something's Gotta Hold On Me" (Etta James)                                 | São Paulo, SP             | Mulheres  | Sim              | Sim              | Sim              | Não              |
| Raphael Le Barge | "Bang Bang" (Jessie J, Ariana Grande e Nicki Minaj)                         | Sorocaba, SP              | Homens    | Não              | Sim              | Não              | Não              |
| Slow             | "I Want It That Way" (Backstreet Boys) / "Story of My Life" (One Direction) | São Paulo, SP             | Grupos    | Sim              | Sim              | Sim              | Não              |
| Carol Sampaio    | "I Put a Spell on You" (Screamin' Jay Hawkins)                              | Salvador, BA              | Mulheres  | Sim              | Sim              | Sim              | Sim              |
| Jéssica Passos   | "Preciso Dizer que Eu Te Amo" (Cazuza)                                      | Campos dos Goytacazes, RJ | Mulheres  | Não              | Não              | Não              | Não              |
| Tamires Alves    | "Listen" (Beyoncé)                                                          | São Paulo, SP             | Adultos   | Sim              | Sim              | Sim              | Sim              |
| Melody Vocal     | "Tudo Coopera Para o Bem" (Coral Resgate)                                   | São Paulo, SP             | Grupos    | Não              | Não              | Não              | Não              |
| Alessandro Maia  | "Cê que Sabe" (Cristiano Araújo)                                            | Santana de Parnaíba, SP   | Homens    | Sim              | Sim              | Sim              | Sim              |
| Abel Fonseca     | "Nella Fantasia" (Ennio Morricone)                                          | Caconde, SP               | Adultos   | Não              | Não              | Não              | Não              |
| Sweet Dreamers   | "Drag Me Down" (One Direction)                                              | Florianópolis, SC         | Grupos    | Não              | Não              | Não              | Não              |

### Episódio 2 (31 de agosto de 2016)
| Participante      | Canção                                                                        | Cidade              | Categoria | Voto dos jurados | Voto dos jurados | Voto dos jurados | Voto dos jurados |
| Participante      | Canção                                                                        | Cidade              | Categoria | Alinne           | Di               | Paulo            | Rick             |
| ----------------- | ----------------------------------------------------------------------------- | ------------------- | --------- | ---------------- | ---------------- | ---------------- | ---------------- |
| May               | "Drag Me Down" (One Direction)                                                | Florianópolis, SC   | Mulheres  | Sim              | Sim              | Sim              | Sim              |
| Ciana             | "Pretty Hurts" (Beyoncé)                                                      | Florianópolis, SC   | Mulheres  | Sim              | Sim              | Sim              | Sim              |
| Fernando Jeremias | "Chandelier" (Sia) / "Razões e Emoções" (NX Zero)                             | Maringá, PR         | Homens    | Sim              | Não              | Sim              | Não              |
| Rafael Oliveira   | "Hero" (Mariah Carey)                                                         | Duque de Caxias, RJ | Adultos   | Sim              | Sim              | Sim              | Sim              |
| Vocálico          | "Somebody to Love" (Queen) / "Boa Noite" (Djavan)                             | São Paulo, SP       | Grupo     | Não              | Não              | Sim              | Sim              |
| Onix              | "Escreve Aí" (Luan Santana)                                                   | São Paulo, SP       | Grupos    | Sim              | Sim              | Sim              | Sim              |
| Rafael Furtado    | "Somebody That I Used to Know" (Gotye)                                        | Recife, PE          | Homens    | Não              | Não              | Não              | Não              |
| Breno Tássio      | "If I Ain't Got You" (Alicia Keys)                                            | Recife, PE          | Homens    | Não              | Não              | Não              | Não              |
| Duda Motta        | "Too Close" (Alex Clare)                                                      | Recife, PE          | Homens    | Não              | Não              | Não              | Não              |
| Caiê Masseran     | "Too Close" (Alex Clare)                                                      | São Paulo, SP       | Homens    | Sim              | Sim              | Sim              | Sim              |
| Missaka           | "At Last" (Etta James)                                                        | São Paulo, SP       | Adultos   | Sim              | Não              | Não              | Sim              |
| Mônica & Danielle | "A Dama de Vermelho" (Milionário & José Rico) / "João de Barro" (Sérgio Reis) | Guarulhos, SP       | Grupos    | Sim              | Sim              | Sim              | Sim              |
| Aldo Costa        | "Medo da Chuva" (Raul Seixas)                                                 | São Paulo, SP       | Adultos   | Não              | Não              | Não              | Não              |
| Pop'z             | "All About That Bass" (Meghan Trainor)                                        | São Paulo, SP       | Grupos    | Sim              | Não              | Sim              | Sim              |
| Heloá Holanda     | "Highway to Hell" (AC/DC)                                                     | São Paulo, SP       | Mulheres  | Sim              | Sim              | Sim              | Sim              |

### Episódio 3 (5 de setembro de 2016)
| Participante             | Canção                                                                                      | Cidade                    | Categoria | Voto dos jurados | Voto dos jurados | Voto dos jurados | Voto dos jurados |
| Participante             | Canção                                                                                      | Cidade                    | Categoria | Alinne           | Di               | Paulo            | Rick             |
| ------------------------ | ------------------------------------------------------------------------------------------- | ------------------------- | --------- | ---------------- | ---------------- | ---------------- | ---------------- |
| Zennus                   | "Unfaithful" (Rihanna) / "Where Have You Been" (Rihanna)                                    | São Paulo, SP             | Grupos    | Sim              | Sim              | Sim              | Sim              |
| Gustavo Bonfante         | "Back to Black" (Amy Winehouse)                                                             | Porto Velho, RO           | Homens    | Não              | Não              | Não              | Não              |
| Valter Junior & Vinicius | "Eu Ligo Pra Você" (Zé Neto & Cristiano) / "Rédeas do Possante" (Zezé Di Camargo & Luciano) | Rondonópolis, MT          | Grupos    | Sim              | Sim              | Sim              | Sim              |
| Carlos & Marcell         | "Telefone Mudo" (Trio Parada Dura)                                                          | Cotia, SP                 | Grupos    | Não              | Não              | Não              | Não              |
| João Ricardo & Rafael    | "1%" (Marcos & Belutti)                                                                     | Artur Nogueira, SP        | Grupos    | Não              | Não              | Não              | Não              |
| Junior César & Gustavo   | "Mistério" (Matogrosso & Mathias)                                                           | São Lourenço do Oeste, SC | Grupos    | Não              | Não              | Não              | Não              |
| Ederson & Emerson        | "Te Amo Cada Vez Mais" (Daniel)                                                             | Esteio, RS                | Grupos    | Não              | Não              | Não              | Não              |
| Sonja                    | "Piece of My Heart" (Janis Joplin)                                                          | Rio de Janeiro, RJ        | Mulheres  | Sim              | Sim              | Não              | Sim              |
| Marcio Andrade           | "Radioactive" (Imagine Dragons)                                                             | Rio de Janeiro, RJ        | Homens    | Não              | Não              | Não              | Não              |
| Herbert Souza            | "Elevador" (Ana Carolina)                                                                   | Belo Horizonte, MG        | Homens    | Não              | Não              | Não              | Não              |
| Rebecca                  | "Nós" (Cássia Eller)                                                                        | Cuiabá, MT                | Mulheres  | Não              | Não              | Não              | Não              |
| Daniel Scarlat           | "Dona Cila" (Maria Gadú)                                                                    | Embu das Artes, SP        | Homens    | Não              | Não              | Não              | Não              |
| Hugo Ema                 | "Balada de Gisberta" (Maria Bethânia)                                                       | São Paulo, SP             | Homens    | Sim              | Sim              | Sim              | Sim              |
| Bela Pascoal             | "The House of the Rising Sun" (The Animals)                                                 | Vinhedo, SP               | Mulheres  | Não              | Não              | Não              | Não              |
| Plan Bee                 | "Take Me Or Leave Me" (Rent)                                                                | São Paulo, SP             | Grupos    | Não              | Sim              | Sim              | Sim              |
| Lia Chaves               | "Olhos Coloridos" (Sandra de Sá)                                                            | Salvador, BA              | Adultos   | Sim              | Sim              | Sim              | Sim              |
| José Lucca               | "Carla" (LS Jack)                                                                           | Manaus, AM                | Adultos   | Não              | Não              | Não              | Não              |
| Kassyano Lopez           | "Manicure" (Lady Gaga)                                                                      | Rondonópolis, MT          | Homens    | Sim              | Não              | Sim              | Sim              |
| Washington Duarte        | "If I Ain't Got You" (Alicia Keys)                                                          | Campinas, SP              | Homens    | Sim              | Não              | Sim              | Não              |
| Filosofia Reggae         | "Sentimento Bom" (autoral)                                                                  | São Caetano, SP           | Grupos    | Sim              | Sim              | Sim              | Sim              |
| Master Drago             | "I Feel Good" (James Brown)                                                                 | Belo Horizonte, MG        | Adultos   | Sim              | Não              | Sim              | Não              |
| Lorena Zanetti           | "Something's Gotta Hold On Me" (Etta James)                                                 | São Bernardo do Campo, SP | Mulheres  | Sim              | Sim              | Sim              | Não              |

### Episódio 4 (7 de setembro de 2016)
| Participante      | Canção | Cidade                    | Categoria | Voto dos jurados | Voto dos jurados | Voto dos jurados | Voto dos jurados |
| Participante      | Canção | Cidade                    | Categoria | Alinne           | Di               | Paulo            | Rick             |
| ----------------- | --- | ------------------------- | --------- | ---------------- | ---------------- | ---------------- | ---------------- |
| High Hill         | "No" (Meghan Trainor)                                                                                      | São Paulo, SP             | Grupos    | Sim              | Sim              | Sim              | Sim              |
| Thiago Yyoo       | "Camarote" (Wesley Safadão)                                                                                | Belo Horizonte, MG        | Adultos   | Não              | Não              | Sim              | Não              |
| Julian Balt       | "Me and Mrs. Jones" (Billy Paul)                                                                           | Rio de Janeiro, RJ        | Homens    | Sim              | Sim              | Não              | Não              |
| Camille Rio Lima  | "Love On the Brain" (Rihanna) / "A História de Lili Braun" (Maria Gadú)                                    | Teresina, PI              | Adultos   | Sim              | Sim              | Sim              | Sim              |
| Jhonny & Rahony   | "Brigas" (Chrystian & Ralf)                                                                                | Brasília, DF              | Grupos    | Sim              | Não              | Sim              | Sim              |
| Gnomo Brasil      | "Chocolate Louco" (autoral)                                                                                | Belo Horizonte, MG        | Adultos   | Não              | Não              | Não              | Não              |
| Thor Jr.          | "Ela Partiu" (Tim Maia)                                                                                    | Salvador, BA              | Adultos   | Sim              | Sim              | Sim              | Não              |
| Lia Gondim        | "Luz do Sol" (Caetano Veloso)                                                                              | Salvador, BA              | Adultos   | Sim              | Não              | Sim              | Sim              |
| Gilberto Gaspar   | "O Relógio da Tia Arminda" (autoral)                                                                       | São Bernardo do Campo, SP | Adultos   | Sim              | Sim              | Sim              | Sim              |
| Rizzi Rich        | "Smack That" (Akon)                                                                                        | São Paulo, SP             | Homens    | Não              | Não              | Não              | Não              |
| Katy & Rafael     | "Medo Bobo" (Maiara & Maraisa)                                                                             | Novo Hamburgo, RS         | Grupos    | Não              | Sim              | Não              | Não              |
| Triô              | "Set Fire to the Rain" (Adele)                                                                             | Londrina, PR              | Grupos    | Sim              | Sim              | Sim              | Sim              |
| Lucas Hawkin      | "Stay" (Rihanna)                                                                                           | Rio de Janeiro, RJ        | Homens    | Sim              | Sim              | Sim              | Não              |
| O Clã             | "Vou Desafiar Você" (Sapão) / "Os Moleque É Liso" (MC Rodolfinho) / "Não Me Deixe Sozinho" (Nego do Borel) | Campinas, SP              | Grupos    | Sim              | Não              | Sim              | Sim              |
| Thiago Montagnini | "You Give Me Something" (James Morrison) / "Thinking Out Loud" (Ed Sheeran)                                | Rio de Janeiro, RJ        | Homens    | Sim              | Sim              | Sim              | Não              |

### Episódio 5 (12 de setembro de 2016)
| Participante       | Canção                                                                                                 | Cidade              | Categoria | Voto dos jurados | Voto dos jurados | Voto dos jurados | Voto dos jurados |
| Participante       | Canção                                                                                                 | Cidade              | Categoria | Alinne           | Di               | Paulo            | Rick             |
| ------------------ | --- | ------------------- | --------- | ---------------- | ---------------- | ---------------- | ---------------- |
| Twiggy             | "Fallin'" (Alicia Keys)                                                                                | São Paulo, SP       | Adultos   | Não              | Sim              | Sim              | Não              |
| Victor Brizeno     | "Hoje Eu Quero Sair Só" (Lenine)                                                                       | João Pessoa, PB     | Homens    | Sim              | Sim              | Sim              | Sim              |
| Rafaela Faria      | "Say You Love Me" (Ed Sheeran)                                                                         | Pindamonhangaba, SP | Mulheres  | Não              | Não              | Não              | Não              |
| TropeirÁfrica      | "Barra" (autoral)                                                                                      | Luanda, Angola      | Grupos    | Sim              | Sim              | Sim              | Sim              |
| Amanda Döring      | "Não Existe Amor em SP" (Criolo) / "Crazy in Love" (Beyoncé)                                           | Rio de Janeiro, RJ  | Adultos   | Sim              | Sim              | Sim              | Sim              |
| Família Masan      | "Tudo Que Se Quer" (O Fantasma da Ópera)                                                               | Ribeirão Pires, SP  | Grupos    | Não              | Não              | Não              | Não              |
| Igor Black         | "I Feel Good" (James Brown)                                                                            | São Vicente, SP     | Homens    | Sim              | Sim              | Sim              | Sim              |
| Andrew & Maylon    | "Seu Polícia" (Zé Neto & Cristiano)                                                                    | Nova Iguaçu, RJ     | Grupos    | Sim              | Não              | Sim              | Sim              |
| Diego Martins      | "You and I" (Lady Gaga)                                                                                | Osasco, SP          | Homens    | Sim              | Sim              | Sim              | Não              |
| Bruno Monves       | "Bad Romance" (Lady Gaga)                                                                              | Itapevi, SP         | Homens    | Não              | Não              | Não              | Não              |
| Squ4re             | "Let's Get It Started" (The Black Eyed Peas) / "Pode Vir Quente que Eu Estou Fervendo" (Erasmo Carlos) | Florianópolis, SC   | Grupos    | Sim              | Não              | Sim              | Sim              |
| Lara Dominic       | "Stay" (Rihanna) / "Quase Sem Querer" (Legião Urbana)                                                  | Belém, PA           | Mulheres  | Sim              | Sim              | Sim              | Não              |
| Jéssica Tibagy     | "Corazón" (Cláudia Leitte)                                                                             | Dumont, SP          | Mulheres  | Não              | Não              | Não              | Não              |
| Ariane Villa Lobos | "Something's Gotta Hold On Me" (Etta James)                                                            | São Paulo, SP       | Mulheres  | Sim              | Sim              | Sim              | Sim              |
| Angela Soul        | "Como Nossos Pais" (Elis Regina)                                                                       | Curitiba, PR        | Mulheres  | Não              | Não              | Não              | Não              |
| Octávio Augusto    | "Envolvidão" (Rael)                                                                                    | Osasco, SP          | Homens    | Não              | Sim              | Sim              | Sim              |

### Episódio 6 (14 de setembro de 2016)
| Participante         | Canção                                     | Cidade             | Categoria | Voto dos jurados | Voto dos jurados | Voto dos jurados | Voto dos jurados |
| Participante         | Canção                                     | Cidade             | Categoria | Alinne           | Di               | Paulo            | Rick             |
| -------------------- | ------------------------------------------ | ------------------ | --------- | ---------------- | ---------------- | ---------------- | ---------------- |
| Jenni Mosello        | "Feeling Good" (Nina Simone)               | Curitiba, PR       | Mulheres  | Sim              | Sim              | Sim              | Sim              |
| Marcela Bueno        | "One and Only" (Adele)                     | Jundiaí, SP        | Mulheres  | Sim              | Sim              | Sim              | Sim              |
| Colors               | "Story of My Life" (One Direction)         | São Paulo, SP      | Grupos    | Não              | Não              | Não              | Não              |
| Pedro Lukas          | "Você Mudou" (Cristiano Araújo)            | Oliveira, MG       | Adultos   | Não              | Sim              | Sim              | Não              |
| Eli                  | "Set Fire to the Rain" (Adele)             | Lages, SC          | Homens    | Sim              | Não              | Sim              | Sim              |
| Felipe Persi         | "Sangrando" (Gonzaguinha)                  | Castanhal, PA      | Homens    | Sim              | Sim              | Sim              | Sim              |
| Breno Sephion        | "Buried Alive" (Avenged Sevenfold)         | Santos, SP         | Adultos   | Não              | Não              | Não              | Não              |
| Cadu Pelegrini       | "Don't Stop Dancing" (Creed)               | São Paulo, SP      | Adultos   | Não              | Sim              | Não              | Sim              |
| Levis D'Alambert     | "Dream On" (Aerosmith)                     | Rio de Janeiro, RJ | Adultos   | Não              | Não              | Não              | Não              |
| Naomi Dominguez      | "Highway to Hell" (AC/DC)                  | Ponta Porã, MS     | Mulheres  | Sim              | Sim              | Não              | Sim              |
| Isa Santana          | "Jura" (autoral)                           | Belo Horizonte, MG | Mulheres  | Não              | Não              | Não              | Não              |
| Iza Molinari         | "Quer Saber" (autoral)                     | São Paulo, SP      | Mulheres  | Não              | Não              | Não              | Não              |
| Carol Faria          | "Agora" (autoral)                          | Nova Iguaçu, RJ    | Adultos   | Não              | Não              | Não              | Não              |
| Marcos Paulo Cardoso | "Não Podemos Regredir" (autoral)           | Trindade, GO       | Adultos   | Sim              | Sim              | Sim              | Sim              |
| 5 Irmãos             | "Forte Como Um Menino" (Prisma Brasil)     | Campo Grande, MS   | Grupos    | Não              | Não              | Não              | Não              |
| Prih Queiroz         | "Noites Escuras" (Maria Cecília & Rodolfo) | Campo Grande, MS   | Adultos   | Sim              | Sim              | Sim              | Sim              |
| Teté Toledo          | "À Francesa" (Marina Lima)                 | São Paulo, SP      | Adultos   | Não              | Não              | Não              | Não              |
| Bibba Chuqui         | "New York, New York" (Frank Sinatra)       | São Paulo, SP      | Adultos   | Não              | Não              | Sim              | Sim              |
| Cecília Militão      | "Déjà Vu" (Beyoncé)                        | Jacareí, SP        | Adultos   | Sim              | Sim              | Sim              | Sim              |
| John Menger          | "Disease" (Matchbox Twenty)                | Porto Alegre, RS   | Adultos   | Não              | Não              | Não              | Não              |
| Divino Sununga       | "Direita, Esquerda" (autoral)              | Ubatuba, SP        | Adultos   | Sim              | Não              | Sim              | Não              |
| A's Trinca           | "Se Identifica" (autoral)                  | São Paulo, SP      | Grupos    | Sim              | Sim              | Sim              | Sim              |

### Episódio 7 (19 de setembro de 2016)
| Participante        | Canção                                                                   | Cidade              | Categoria | Voto dos jurados | Voto dos jurados | Voto dos jurados | Voto dos jurados |
| Participante        | Canção                                                                   | Cidade              | Categoria | Alinne           | Di               | Paulo            | Rick             |
| ------------------- | ------------------------------------------------------------------------ | ------------------- | --------- | ---------------- | ---------------- | ---------------- | ---------------- |
| Bárbara Jardim      | "Bang Bang" (Jessie J, Ariana Grande e Nicki Minaj)                      | São Paulo, SP       | Adultos   | Sim              | Sim              | Sim              | Não              |
| Gabriel Renê        | "Take Me to Church" (Hozier)                                             | Cochabamba, Bolívia | Homens    | Sim              | Não              | Não              | Não              |
| Miguel EV           | "7 Years" (Lukas Graham)                                                 | Nova Hartz, RS      | Homens    | Sim              | Sim              | Sim              | Sim              |
| Paula Raia          | "Black is Beautiful" (Elis Regina)                                       | Rio de Janeiro, RJ  | Mulheres  | Sim              | Sim              | Não              | Não              |
| Tainah              | "I Believe In You And Me" (Whitney Houston)                              | Salvador, BA        | Adultos   | Sim              | Não              | Sim              | Sim              |
| João Victor & Edson | "Ou Some ou Soma" (Jorge & Mateus)                                       | Lambari, MG         | Grupos    | Não              | Sim              | Sim              | Não              |
| André & Luiz Otávio | "É Isso Aí" (Ana Carolina e Seu Jorge)                                   | Campos Gerais, MG   | Grupos    | Sim              | Sim              | Não              | Sim              |
| Fabiano Venkoff     | "Against All Odds" (Phil Collins)                                        | Santo André, SP     | Adultos   | Não              | Sim              | Sim              | Não              |
| Dupla da Paulista   | "Lua de Mel em Paris" (autoral)                                          | São Paulo, SP       | Grupos    | Sim              | Não              | Sim              | Sim              |
| Henrique Gonçalves  | "Sweater Weather" (The Neighbourhood)                                    | Itajaí, SC          | Homens    | Sim              | Sim              | Não              | Sim              |
| Jack Oliveira       | "At Last" (Etta James)                                                   | São Paulo, SP       | Adultos   | Sim              | Sim              | Sim              | Não              |
| Julia Rezende       | "My Immortal" (Evanescence)                                              | Uberlândia, MG      | Mulheres  | Não              | Sim              | Sim              | Sim              |
| Conrado Bragança    | "Wherever You Will Go" (The Calling) / "Pra Rua Me Levar" (Ana Carolina) | Curitiba, PR        | Homens    | Não              | Sim              | Sim              | Sim              |
| Bruna Pires         | "Chandelier" (Sia)                                                       | Itaguaí, SP         | Mulheres  | Sim              | Sim              | Não              | Sim              |
| Lucas Machado       | "All of Me" (John Legend)                                                | Florianópolis, SC   | Homens    | Sim              | Não              | Sim              | Sim              |
| Fragaz              | "Is This Love" (Bob Marley)                                              | Itajaí, SC          | Adultos   | Não              | Sim              | Não              | Não              |
| Mariah Souza        | "I Have Nothing" (Whitney Houston)                                       | Rio de Janeiro, RJ  | Adultos   | Sim              | Sim              | Sim              | Sim              |

### Episódio 8 (21 de setembro de 2016)
| Participante        | Canção                                                                         | Cidade              | Categoria | Voto dos jurados | Voto dos jurados | Voto dos jurados | Voto dos jurados |
| Participante        | Canção                                                                         | Cidade              | Categoria | Alinne           | Di               | Paulo            | Rick             |
| ------------------- | ------------------------------------------------------------------------------ | ------------------- | --------- | ---------------- | ---------------- | ---------------- | ---------------- |
| Dó Maior            | "Imbalança" (Luiz Gonzaga)                                                     | Currais Novos, RN   | Grupos    | Sim              | Não              | Sim              | Sim              |
| Mitsu Kuzume        | "Over the Rainbow" (Judy Garland)                                              | Sorocaba, SP        | Adultos   | Não              | Não              | Não              | Não              |
| Paulo Cremona       | "I Believe I Can Fly" (R. Kelly)                                               | São Paulo, SP       | Adultos   | Não              | Sim              | Sim              | Sim              |
| Carol Escardoveli   | "Set Fire to the Rain" (Adele)                                                 | Promissão, SP       | Mulheres  | Sim              | Sim              | Não              | Sim              |
| Guilherme Villanova | "It Hurt So Bad" (Susan Tedeschi)                                              | Taquari, RS         | Adultos   | Não              | Sim              | Não              | Não              |
| Sayuri              | "If I Were a Boy" (Beyoncé) / "If I Ain't Got You" (Alicia Keys)               | Goiânia, GO         | Mulheres  | Sim              | Sim              | Sim              | Não              |
| Paulo Rocha         | "Dramaturgia ao Sublime Demiurgo" (autoral)                                    | Anápolis, GO        | Adultos   | Sim              | Sim              | Sim              | Não              |
| DeChris             | "You're Still the One (Você Ainda É o Único)" (Shania Twain e Paula Fernandes) | Indaiatuba, SP      | Grupos    | Sim              | Sim              | Sim              | Não              |
| Thalyssiane Aleixo  | "On My Own" (Lesley Gore)                                                      | Rio de Janeiro, RJ  | Mulheres  | Sim              | Sim              | Sim              | Sim              |
| Lucas Furtado       | "Sugar" (Maroon 5)                                                             | Taubaté, SP         | Homens    | Não              | Não              | Não              | Não              |
| Lucas Nage          | "Sugar" (Maroon 5)                                                             | São Paulo, SP       | Homens    | Sim              | Sim              | Sim              | Sim              |
| Cristopher Clark    | "When I Was Your Man" (Bruno Mars)                                             | Santos, SP          | Adultos   | Sim              | Sim              | Sim              | Sim              |
| Jemima Haicki       | "I Put a Spell on You" (Screamin' Jay Hawkins)                                 | Rio de Janeiro, RJ  | Adultos   | Não              | Não              | Não              | Não              |
| Rafael Teixeira     | "Com Fé (Eu Sei)" (autoral)                                                    | São Paulo, SP       | Adultos   | Sim              | Sim              | Não              | Sim              |
| Ester Santana       | "I Have Nothing" (Whitney Houston)                                             | Mogi das Cruzes, SP | Mulheres  | Não              | Sim              | Sim              | Sim              |
| Esdras De Lucia     | "Somebody to Love" (Queen)                                                     | São Paulo, SP       | Adultos   | Sim              | Sim              | Sim              | Sim              |

### Audições não exibidas
Ao todo 28 candidatos aprovados, que seguiram para a próxima etapa, não foram exibidas no decorrer dos oito episódios de audições. Todavia, durante a fase do centro de treinamento, pode-se conhecer os selecionados e, em alguns casos, partes das audições foram exibidas.
| Participante         | Canção                                   | Cidade                     | Categoria | Voto dos jurados | Voto dos jurados | Voto dos jurados | Voto dos jurados |
| Participante         | Canção                                   | Cidade                     | Categoria | Alinne           | Di               | Paulo            | Rick             |
| -------------------- | ---------------------------------------- | -------------------------- | --------- | ---------------- | ---------------- | ---------------- | ---------------- |
| André Augusto        | Não exibido                              | Campo Grande, MS           | Homens    | Sim              | Sim              | Sim              | Não              |
| Bárbara Heloise      | Desconhecido                             | São Paulo, SP              | Mulheres  | Não              | Sim              | Sim              | Sim              |
| Brassalis            | Desconhecido                             | São Luís, MA               | Grupo     | Sim              | Não              | Sim              | Sim              |
| Carol Biazin         | "Impossible" (Shontelle)                 | Campo Mourão, PR           | Mulheres  | Não              | Sim              | Sim              | Sim              |
| Dan Murata           | Desconhecido                             | Londrina, PR               | Adultos   | Sim              | Sim              | Sim              | Sim              |
| Duda Teles           | "Bohemian Rhapsody" (Queen)              | Suzano, SP                 | Homens    | Sim              | Sim              | Sim              | Não              |
| Eddy Russo           | Desconhecido                             | Pelotas, RS                | Homens    | Sim              | Sim              | Sim              | Sim              |
| Gabriel Camilo       | Desconhecido                             | São Paulo, SP              | Homens    | Sim              | Sim              | Não              | Sim              |
| Gabriel Silva        | Desconhecido                             | Rio das Ostras, RJ         | Adultos   | Sim              | Sim              | Sim              | Não              |
| Grupo STG            | Desconhecido                             | São Paulo, SP              | Grupos    | Sim              | Sim              | Sim              | Sim              |
| Jéssica Casali       | Desconhecido                             | Curitibanos, SC            | Mulheres  | Sim              | Sim              | Sim              | Não              |
| João Lucas & Leandro | "Logo Eu" (Jorge & Mateus)               | São Paulo, SP              | Grupos    | Sim              | Sim              | Não              | Sim              |
| Juliana Fernandes    | Desconhecido                             | Recife, PE                 | Adultos   | Sim              | Sim              | Não              | Sim              |
| Karine Arimateyah    | Desconhecido                             | São Gonçalo do Sapucaí, MG | Mulheres  | Sim              | Sim              | Sim              | Sim              |
| Letícia Belucio      | Desconhecido                             | Rio de Janeiro, RJ         | Mulheres  | Sim              | Não              | Sim              | Sim              |
| Letícia Lyns         | "Feeling Good" (Nina Simone)             | Goiânia, GO                | Mulheres  | Sim              | Sim              | Sim              | Não              |
| Lizz Ferreira        | Desconhecido                             | Belém, PA                  | Mulheres  | Não              | Sim              | Sim              | Sim              |
| Luciana Oliveira     | Desconhecido                             | Rondonópolis, MT           | Mulheres  | Sim              | Não              | Sim              | Sim              |
| Márcia Taolli        | Desconhecido                             | Campeche, SC               | Adultos   | Sim              | Sim              | Não              | Sim              |
| Mariana & Marília    | Desconhecido                             | São Paulo, SP              | Grupos    | Sim              | Sim              | Sim              | Sim              |
| Mariana Mira         | Desconhecido                             | São José dos Campos, SP    | Mulheres  | Sim              | Sim              | Não              | Sim              |
| Mello Júnior         | Desconhecido                             | Palmas, TO                 | Adultos   | Sim              | Sim              | Sim              | Sim              |
| Michelle Cardoso     | Desconhecido                             | São Gonçalo, RJ            | Mulheres  | Não              | Sim              | Sim              | Sim              |
| Nando Vianna         | "Stand by Me" (Ben E. King)              | São Paulo, SP              | Adultos   | Não              | Sim              | Sim              | Sim              |
| Pedro Martins        | Desconhecido                             | São Paulo, SP              | Homens    | Sim              | Sim              | Sim              | Não              |
| Rafa Rivelli         | "Uptown Funk" (Mark Ronson e Bruno Mars) | Macaé, RJ                  | Homens    | Sim              | Sim              | Sim              | Não              |
| Som Sete             | "Ainda Lembro" (Marisa Monte)            | Campinas, SP               | Grupos    | Não              | Sim              | Sim              | Sim              |
| Stephanie Luna       | Desconhecido                             | São Paulo, SP              | Mulheres  | Sim              | Sim              | Sim              | Sim              |

## Centro de treinamento

### Etapa 1 (26 de setembro de 2016)
A fase de Centro de Treinamento foi gravada entre os dias 22 e 26 de agosto no Mavsa Resort Hotel, em Cesário Lange. Durante a primeira etapa, os candidatos que receberam três votos positivos na fase de auditório passaram por uma seletiva, enquanto os demais – que tiveram os quatro votos positivos – ganharam uma festa comemorativa. Durante o teste os candidatos tinham que interpretar uma música a cappella apenas para o jurado do qual receberam um 'não' na fase anterior, tendo a missão de convencê-lo. Após os testes, 29 participantes foram eliminados e 75 seguiram na competição.
| Participante         | Canção                                                                                          | Categoria | Jurado |
| -------------------- | ----------------------------------------------------------------------------------------------- | --------- | ------ |
| Carol Biazin         | "Titanium" (David Guetta e Sia)                                                                 | Mulheres  | Alinne |
| Conrado Bragança     | Não exibido                                                                                     | Homens    | Alinne |
| Julia Rezende        | "Na Sua Estante" (Pitty)                                                                        | Mulheres  | Alinne |
| Octávio Augusto      | "Aqui Dentro do Meu Peito" (autoral)                                                            | Homens    | Alinne |
| Paulo Cremona        | "Caçador de Mim" (Milton Nascimento)                                                            | Adultos   | Alinne |
| Bárbara Heloise      | Não exibido                                                                                     | Mulheres  | Alinne |
| Ester Santana        | Não exibido                                                                                     | Mulheres  | Alinne |
| Liz Ferreira         | Não exibido                                                                                     | Mulheres  | Alinne |
| Michelle Cardoso     | Não exibido                                                                                     | Mulheres  | Alinne |
| Nando Vianna         | "Coleção" (Cassiano)                                                                            | Adultos   | Alinne |
| Plan Bee             | "Son of a Preacher Man" (Dusty Springfield) / "Chandelier" (Sia)                                | Grupos    | Alinne |
| Som Sete             | "Uma Partida de Futebol" (Skank) / "Asa Branca" (Luiz Gonzaga)                                  | Grupos    | Alinne |
| Andrew & Maylon      | "Bem Melhor Assim" (Cristiano Araújo)                                                           | Grupos    | Di     |
| Dó Maior             | "Disparada" (Jair Rodrigues) / "Eu Só Quero Um Xodó" (Luiz Gonzaga)                             | Grupos    | Di     |
| Dupla da Paulista    | Não exibido                                                                                     | Grupos    | Di     |
| Eli                  | "Can't Feel My Face" (The Weeknd)                                                               | Homens    | Di     |
| Kassyano Lopes       | "Sandcastles" (Beyoncé)                                                                         | Homens    | Di     |
| Lia Gondim           | Não exibido                                                                                     | Adultos   | Di     |
| Lucas Machado        | "Lay Me Down" (Sam Smith)                                                                       | Homens    | Di     |
| O Clã                | "Quero Te Encontrar" (Claudinho & Buchecha)                                                     | Grupos    | Di     |
| Tainah               | "I Feel Good" (James Brown)                                                                     | Adultos   | Di     |
| Brassalis            | Não exibido                                                                                     | Grupos    | Di     |
| Jhonny & Rahony      | Não exibido                                                                                     | Grupos    | Di     |
| Letícia Belucio      | Não exibido                                                                                     | Mulheres  | Di     |
| Luciana Oliveira     | Não exibido                                                                                     | Mulheres  | Di     |
| Pop'z                | Não exibido                                                                                     | Grupos    | Di     |
| Squ4re               | "Uptown Funk" (Mark Ronson e Bruno Mars) / "Qual É?" (Marcelo D2)                               | Grupos    | Di     |
| André & Luiz Otávio  | "Sou Eu" (Chrystian & Ralf)                                                                     | Grupos    | Paulo  |
| Bruna Pires          | "Toxic" (Britney Spears)                                                                        | Mulheres  | Paulo  |
| Henrique Gonçalves   | "Take Me to Church" (Hozier)                                                                    | Homens    | Paulo  |
| Naomi Dominguez      | "Estoy Aquí" (Shakira)                                                                          | Mulheres  | Paulo  |
| Rafael Teixeira      | "Tempo ao Tempo" (autoral)                                                                      | Adultos   | Paulo  |
| Carol Escardoveli    | "Wrecking Ball" (Miley Cyrus)                                                                   | Mulheres  | Paulo  |
| Gabriel Camilo       | Não exibido                                                                                     | Homens    | Paulo  |
| João Lucas & Leandro | "Sem Ar" (LS Jack)                                                                              | Grupos    | Paulo  |
| Juliana Fernandes    | Não exibido                                                                                     | Adultos   | Paulo  |
| Márcia Taolli        | Não exibido                                                                                     | Homens    | Paulo  |
| Mariana Mira         | Não exibido                                                                                     | Mulheres  | Paulo  |
| Sonja                | Não exibido                                                                                     | Mulheres  | Paulo  |
| Bárbara Jardim       | Não exibido                                                                                     | Adultos   | Rick   |
| Diego Martins        | "Russian Roulette" (Rihanna)                                                                    | Homens    | Rick   |
| Jack Oliveira        | "Não Vá" (Sandra de Sá)                                                                         | Adultos   | Rick   |
| Jéssica Casali       | "One of Us" (Joan Osborne) / "Lugar ao Sol" (Charlie Brown Jr.)                                 | Mulheres  | Rick   |
| Lara Dominic         | "Crazy" (Gnarls Barkley)                                                                        | Mulheres  | Rick   |
| Lorena Zanetti       | "Chandelier" (Sia)                                                                              | Mulheres  | Rick   |
| Lucas Hawkin         | Não exibido                                                                                     | Homens    | Rick   |
| Rafa Rivelli         | "Elevador" (Ana Carolina)                                                                       | Homens    | Rick   |
| Slow                 | "Iris" (Goo Goo Dolls)                                                                          | Grupos    | Rick   |
| Thiago Montagnini    | Não exibido                                                                                     | Homens    | Rick   |
| V Killer             | "Bang" (Anitta)                                                                                 | Mulheres  | Rick   |
| André Augusto        | Não exibido                                                                                     | Homens    | Rick   |
| DeChris              | Não exibido                                                                                     | Grupos    | Rick   |
| Duda Teles           | "I Was Born to Love You" (Freddie Mercury)                                                      | Adultos   | Rick   |
| Gabriel Silva        | Não exibido                                                                                     | Homens    | Rick   |
| Letícia Lyns         | "Paris (Ooh La La)" (Grace Potter and the Nocturnals) / "Quando a Chuva Passar" (Ivete Sangalo) | Mulheres  | Rick   |
| Paulo Rocha          | "Palavras ao Vento" (Cássia Eller)                                                              | Adultos   | Rick   |
| Pedro Martins        | Não exibido                                                                                     | Homens    | Rick   |
| Sayuri               | "Who You Are" (Jessie J) / "Final Feliz" (Jorge Vercillo)                                       | Mulheres  | Rick   |
| Thor Jr.             | Não exibido                                                                                     | Adultos   | Rick   |

### Etapa 2 (28 de setembro de 2016)
Na segunda etapa os 75 selecionados remanescentes tiveram que se dividir em grupos de 5 participantes, que deveriam conter um integrante de cada categoria – homens, mulheres, grupos e adultos –, além de um último participante repetido à livre escolha. Foram avaliados a harmonização de voz, desenvolvimento no palco e a capacidade dos participantes em trabalharem com outros artistas, sendo que 15 participantes foram eliminados e 60 seguiram na competição. Além disso, quatro participantes eliminadas foram convocadas a continuarem na competição em forma de girlband, intitulada de Ravena ao aceitarem.
| Participante             | Canção                                   | Categoria | Grupo    |
| ------------------------ | ---------------------------------------- | --------- | -------- |
| Eli                      | "Uptown Funk" (Mark Ronson e Bruno Mars) | Homens    | Grupo 1  |
| Jenni Mosello            | "Uptown Funk" (Mark Ronson e Bruno Mars) | Mulheres  | Grupo 1  |
| Mello Júnior             | "Uptown Funk" (Mark Ronson e Bruno Mars) | Adultos   | Grupo 1  |
| Tainah                   | "Uptown Funk" (Mark Ronson e Bruno Mars) | Adultos   | Grupo 1  |
| Zennus                   | "Uptown Funk" (Mark Ronson e Bruno Mars) | Grupos    | Grupo 1  |
| A's Trinca               | "A Amizade" (Fundo de Quintal)           | Grupos    | Grupo 2  |
| Carol Biazin             | "A Amizade" (Fundo de Quintal)           | Mulheres  | Grupo 2  |
| Dan Murata               | "A Amizade" (Fundo de Quintal)           | Adultos   | Grupo 2  |
| Filosofia Reggae         | "A Amizade" (Fundo de Quintal)           | Grupos    | Grupo 2  |
| Hugo Ema                 | "A Amizade" (Fundo de Quintal)           | Homens    | Grupo 2  |
| Lucas Machado            | "Evidências" (Chitãozinho & Xororó)      | Homens    | Grupo 3  |
| Lucas Nage               | "Evidências" (Chitãozinho & Xororó)      | Homens    | Grupo 3  |
| Marcos Paulo Cardoso     | "Evidências" (Chitãozinho & Xororó)      | Adultos   | Grupo 3  |
| Mônica & Danielle        | "Evidências" (Chitãozinho & Xororó)      | Grupos    | Grupo 3  |
| Stephanie Luna           | "Evidências" (Chitãozinho & Xororó)      | Mulheres  | Grupo 3  |
| Dó Maior                 | "Evidências" (Chitãozinho & Xororó)      | Grupos    | Grupo 4  |
| Karine Arimateyah        | "Evidências" (Chitãozinho & Xororó)      | Mulheres  | Grupo 4  |
| Lia Gondim               | "Evidências" (Chitãozinho & Xororó)      | Adultos   | Grupo 4  |
| Luan Lacerda             | "Evidências" (Chitãozinho & Xororó)      | Homens    | Grupo 4  |
| Paulo Cremona            | "Evidências" (Chitãozinho & Xororó)      | Adultos   | Grupo 4  |
| Naomi Dominguez          | "Blecaute" (Jota Quest)                  | Mulheres  | Grupo 5  |
| Gilberto Gaspar          | "Blecaute" (Jota Quest)                  | Adultos   | Grupo 5  |
| Slow                     | "Blecaute" (Jota Quest)                  | Grupos    | Grupo 5  |
| Thiago Montagnini        | "Blecaute" (Jota Quest)                  | Homens    | Grupo 5  |
| Victor Brizeno           | "Blecaute" (Jota Quest)                  | Homens    | Grupo 5  |
| Igor Black               | "Uptown Funk" (Mark Ronson e Bruno Mars) | Homens    | Grupo 6  |
| Lucas Hawkin             | "Uptown Funk" (Mark Ronson e Bruno Mars) | Homens    | Grupo 6  |
| Mariah Souza             | "Uptown Funk" (Mark Ronson e Bruno Mars) | Adultos   | Grupo 6  |
| May                      | "Uptown Funk" (Mark Ronson e Bruno Mars) | Mulheres  | Grupo 6  |
| Triô                     | "Uptown Funk" (Mark Ronson e Bruno Mars) | Grupos    | Grupo 6  |
| Octávio Augusto          | "Uptown Funk" (Mark Ronson e Bruno Mars) | Homens    | Grupo 7  |
| Julia Rezende            | "Uptown Funk" (Mark Ronson e Bruno Mars) | Mulheres  | Grupo 7  |
| Jack Oliveira            | "Uptown Funk" (Mark Ronson e Bruno Mars) | Adultos   | Grupo 7  |
| Lara Dominic             | "Uptown Funk" (Mark Ronson e Bruno Mars) | Mulheres  | Grupo 7  |
| TropeirÁfrica            | "Uptown Funk" (Mark Ronson e Bruno Mars) | Grupos    | Grupo 7  |
| Alessandro Maia          | "Evidências" (Chitãozinho & Xororó)      | Homens    | Grupo 8  |
| Ariane Villa Lobos       | "Evidências" (Chitãozinho & Xororó)      | Mulheres  | Grupo 8  |
| Kassyano Lopes           | "Evidências" (Chitãozinho & Xororó)      | Homens    | Grupo 8  |
| Valter Junior & Vinicius | "Evidências" (Chitãozinho & Xororó)      | Grupos    | Grupo 8  |
| Rafael Oliveira          | "Evidências" (Chitãozinho & Xororó)      | Adultos   | Grupo 8  |
| Amanda Döring            | "Uptown Funk" (Mark Ronson e Bruno Mars) | Adultos   | Grupo 9  |
| Bruna Pires              | "Uptown Funk" (Mark Ronson e Bruno Mars) | Mulheres  | Grupo 9  |
| Diego Martins            | "Uptown Funk" (Mark Ronson e Bruno Mars) | Homens    | Grupo 9  |
| Mariana & Marília        | "Uptown Funk" (Mark Ronson e Bruno Mars) | Grupos    | Grupo 9  |
| V Killer                 | "Uptown Funk" (Mark Ronson e Bruno Mars) | Mulheres  | Grupo 9  |
| Caiê                     | "Blecaute" (Jota Quest)                  | Homens    | Grupo 10 |
| Ciana                    | "Blecaute" (Jota Quest)                  | Mulheres  | Grupo 10 |
| Eddy Russo               | "Blecaute" (Jota Quest)                  | Homens    | Grupo 10 |
| Grupo STG                | "Blecaute" (Jota Quest)                  | Grupos    | Grupo 10 |
| Tamires Alves            | "Blecaute" (Jota Quest)                  | Adultos   | Grupo 10 |
| Andrew & Maylon          | "Blecaute" (Jota Quest)                  | Grupos    | Grupo 11 |
| Bárbara Jardim           | "Blecaute" (Jota Quest)                  | Adultos   | Grupo 11 |
| Cecília Militão          | "Blecaute" (Jota Quest)                  | Adultos   | Grupo 11 |
| Felipe Persi             | "Blecaute" (Jota Quest)                  | Homens    | Grupo 11 |
| Marcela Bueno            | "Blecaute" (Jota Quest)                  | Mulheres  | Grupo 11 |
| Henrique Gonçalves       | "Envolvidão" (Rael)                      | Homens    | Grupo 12 |
| Jéssica Casali           | "Envolvidão" (Rael)                      | Mulheres  | Grupo 12 |
| Lia Chaves               | "Envolvidão" (Rael)                      | Adultos   | Grupo 12 |
| O Clã                    | "Envolvidão" (Rael)                      | Grupos    | Grupo 12 |
| Rafael Teixeira          | "Envolvidão" (Rael)                      | Adultos   | Grupo 12 |
| André & Luiz Otávio      | "Evidências" (Chitãozinho & Xororó)      | Grupos    | Grupo 13 |
| Conrado Bragança         | "Evidências" (Chitãozinho & Xororó)      | Homens    | Grupo 13 |
| Dupla da Paulista        | "Evidências" (Chitãozinho & Xororó)      | Grupos    | Grupo 13 |
| Lorena Zanetti           | "Evidências" (Chitãozinho & Xororó)      | Mulheres  | Grupo 13 |
| Prih Queiroz             | "Evidências" (Chitãozinho & Xororó)      | Adultos   | Grupo 13 |
| Camille Rio Lima         | "Can't Feel My Face" (The Weeknd)        | Adultos   | Grupo 14 |
| Cristopher Clark         | "Can't Feel My Face" (The Weeknd)        | Adultos   | Grupo 14 |
| Heloá Holanda            | "Can't Feel My Face" (The Weeknd)        | Mulheres  | Grupo 14 |
| Miguel EV                | "Can't Feel My Face" (The Weeknd)        | Homens    | Grupo 14 |
| Onix                     | "Can't Feel My Face" (The Weeknd)        | Grupos    | Grupo 14 |
| Carol Sampaio            | "Sugar" (Maroon 5)                       | Mulheres  | Grupo 15 |
| Esdras De Lucia          | "Sugar" (Maroon 5)                       | Adultos   | Grupo 15 |
| High Hill                | "Sugar" (Maroon 5)                       | Grupos    | Grupo 15 |
| Rafa Rivelli             | "Sugar" (Maroon 5)                       | Homens    | Grupo 15 |
| Thalyssiane Aleixo       | "Sugar" (Maroon 5)                       | Mulheres  | Grupo 15 |

### Etapa 3 (3 e 5 de outubro de 2016)
Na terceira fase os jurados finalmente descobrem qual categoria eles irão mentorar, ficando Di com os homens, Alinne com as mulheres, Paulo com os grupos e Rick com os adultos. Péricles, Tiago Iorc, Fernanda Abreu e Ludmilla são anunciados como mentores assistentes das categorias, respectivamente. Cada categoria recebeu uma lista de músicas que poderiam ser escolhidas para uma apresentação no dia seguinte, tendo o dia anterior para ensaiar com os mentores e, com a ajuda deles, refinar seus talentos, sendo que cada um dos quatro grupos teve um diferencial em suas apresentações – os homens se apresentaram apenas com apoio de violão, as mulheres apenas com piano, os grupos totalmente a cappella e os adultos com o instrumental original da música gravada de fundo. Dos 60 participantes, 12 foram eliminados e 48 seguiram para a próxima etapa.
| Participante             | Canção                                                              | Categoria |
| ------------------------ | ------------------------------------------------------------------- | --------- |
| Lorena Zanetti           | "Beautiful" (Christina Aguilera)                                    | Mulheres  |
| Dó Maior                 | "Falando de Amor" (Tom Jobim)                                       | Grupos    |
| Conrado Bragança         | "All of Me" (John Legend)                                           | Homens    |
| Prih Queiroz             | "Não Precisa" (Paula Fernandes)                                     | Adultos   |
| Bruna Pires              | "Ironic" (Alanis Morissette)                                        | Mulheres  |
| Stephanie Luna           | "Someone like You" (Adele)                                          | Mulheres  |
| Jéssica Casali           | "Ironic" (Alanis Morissette) / "Você Me Encantou Demais" (Natiruts) | Mulheres  |
| Naomi Dominguez          | "The Only Exception" (Paramore)                                     | Mulheres  |
| V Killer                 | "Chandelier" (Sia)                                                  | Mulheres  |
| Dupla da Paulista        | "Waka Waka (This Time for Africa)" (Shakira)                        | Grupos    |
| Andrew & Maylon          | "Que Sorte a Nossa" (Matheus & Kauan)                               | Grupos    |
| Mariana & Marília        | "Fuckin' Perfect" (Pink)                                            | Grupos    |
| Slow                     | "This Love" (Maroon 5)                                              | Grupos    |
| High Hill                | "Can't Nobody" (2NE1)                                               | Grupos    |
| Rafael Teixeira          | "Deixa a Vida Me Levar" (Zeca Pagodinho)                            | Adultos   |
| Lia Chaves               | "Exagerado" (Cazuza)                                                | Adultos   |
| Igor Black               | "I'm Not the Only One" (Sam Smith)                                  | Homens    |
| Diego Martins            | "7 Years" (Lukas Graham)                                            | Homens    |
| Caiê                     | "7 Years" (Lukas Graham)                                            | Homens    |
| Ravena                   | "Rather Be" (Clean Bandit)                                          | Grupos    |
| Paulo Cremona            | "Deixa a Vida Me Levar" (Zeca Pagodinho)                            | Adultos   |
| Alessandro Maia          | "Chuva de Arroz" (Luan Santana)                                     | Homens    |
| Eli                      | "Love Yourself" (Justin Bieber)                                     | Homens    |
| Felipe Persi             | "Apenas Mais Uma de Amor" (Lulu Santos)                             | Homens    |
| Victor Brizeno           | "Apenas Mais Uma de Amor" (Lulu Santos)                             | Homens    |
| Ciana                    | "If I Ain't Got You" (Alicia Keys) / "If I Were a Boy" (Beyoncé)    | Mulheres  |
| Thalyssiane Aleixo       | "If I Ain't Got You" (Alicia Keys)                                  | Mulheres  |
| Heloá Holanda            | "Someone like You" (Adele)                                          | Mulheres  |
| Ariane Villa Lobos       | "Beautiful" (Christina Aguilera)                                    | Mulheres  |
| Carol Sampaio            | "If I Ain't Got You" (Alicia Keys)                                  | Mulheres  |
| Marcela Bueno            | "If I Ain't Got You" (Alicia Keys)                                  | Mulheres  |
| Luan Lacerda             | "Apenas Mais Uma de Amor" (Lulu Santos)                             | Homens    |
| Lucas Machado            | "Apenas Mais Uma de Amor" (Lulu Santos)                             | Homens    |
| Octávio Augusto          | "Sem Medo de Amar" (Onze:20)                                        | Homens    |
| Miguel EV                | "Thinking Out Loud" (Ed Sheeran)                                    | Homens    |
| Mello Júnior             | "Exagerado" (Cazuza)                                                | Adultos   |
| Lia Gondim               | "Deixa a Vida Me Levar" (Zeca Pagodinho)                            | Adultos   |
| Cecília Militão          | "Suíte 14" (Henrique & Diego)                                       | Adultos   |
| Camille Rio Lima         | "Super Duper Love (Are You Diggin' on Me)" (Joss Stone)             | Adultos   |
| Amanda Döring            | "Super Duper Love (Are You Diggin' on Me)" (Joss Stone)             | Adultos   |
| Filosofia Reggae         | "O Reino das águas Claras" (Jorge Vercillo)                         | Grupos    |
| Jenni Mosello            | "Valerie" (The Zutons)                                              | Mulheres  |
| Karine Arimateyah        | "Wrecking Ball" (Miley Cyrus)                                       | Mulheres  |
| André & Luiz Otávio      | "Alguém" (Daniel)                                                   | Grupos    |
| Bárbara Jardim           | "Super Duper Love (Are You Diggin' on Me)" (Joss Stone)             | Adultos   |
| Tainah                   | "Super Duper Love (Are You Diggin' on Me)" (Joss Stone)             | Adultos   |
| Dan Murata               | "Home" (Michael Bublé)                                              | Adultos   |
| Cristopher Clark         | "Super Duper Love (Are You Diggin' on Me)" (Joss Stone)             | Adultos   |
| Lucas Hawkin             | "All of Me" (John Legend)                                           | Homens    |
| Onix                     | "Chuva de Arroz" (Luan Santana)                                     | Grupos    |
| Valter Junior & Vinicius | "Deus Me Livre" (Zezé Di Camargo & Luciano)                         | Grupos    |
| A's Trinca               | "Vejo Depois" (Rael)                                                | Grupos    |
| Zennus                   | "Yeah!" (Usher)                                                     | Grupos    |
| O Clã                    | "Pra Me Provocar" (MC Koringa)                                      | Grupos    |
| Rafael Oliveira          | "Exagerado" (Cazuza)                                                | Adultos   |
| Henrique Gonçalves       | "Love Yourself" (Justin Bieber)                                     | Homens    |
| Lucas Nage               | "Apenas Mais Uma de Amor" (Lulu Santos)                             | Homens    |
| Tamires Alves            | "Não Precisa" (Paula Fernandes)                                     | Adultos   |
| May                      | "If I Ain't Got You" (Alicia Keys)                                  | Mulheres  |
| TropeirÁfrica            | "No Chão" (Romeu Pascoal)                                           | Grupos    |

### Etapa 4 (5 de outubro de 2016)
Após a terceira etapa, os jurados dividiram os participantes em dois grupos – um, contendo 28 selecionados, que já estavam automaticamente classificado para a fase do desafio das cadeiras, e o outro, com os 20 restantes, que fariam uma nova apresentação surpresa naquele momento, sem prévio ensaio, tendo a livre escolha da música, a qual seria interpretada a cappella para tirar a dúvida se deveriam realmente seguir no programa. Ao final da seletiva, 8 participantes foram eliminados e os demais juntaram-se aos 40 que seguiram para o desafio das cadeiras.
| Participante      | Canção                                                                                      | Categoria |
| ----------------- | ------------------------------------------------------------------------------------------- | --------- |
| Rafael Oliveira   | "Halo" (Beyoncé)                                                                            | Adultos   |
| Luan Lacerda      | "Lamento Sertanejo" (Gilberto Gil)                                                          | Homens    |
| Octávio Augusto   | "Mundo Melhor" (autoral)                                                                    | Homens    |
| Karine Arimateyah | "Cowboy Fora Da Lei" (Raul Seixas)                                                          | Mulheres  |
| V Killer          | "Hit the Road Jack" (Ray Charles) / "Pode Vir Quente que Eu Estou Fervendo" (Erasmo Carlos) | Mulheres  |
| Lucas Nage        | "SOS" (autoral)                                                                             | Homens    |
| Lorena Zanetti    | "Luna" (Alessandro Safina)                                                                  | Mulheres  |
| Ciana             | "All of Me" (John Legend)                                                                   | Mulheres  |
| Zennus            | "Desperdiçou" (Sandy & Junior) / "Nada Vai Me Sufocar" (Sandy & Junior)                     | Grupos    |
| Bárbara Jardim    | "Titanium" (David Guetta e Sia)                                                             | Adultos   |
| Amanda Döring     | "The House of the Rising Sun" (The Animals)                                                 | Adultos   |
| Dupla da Paulista | "You're Still the One" (Shania Twain)                                                       | Grupos    |
| Filosofia Reggae  | "Is This Love" (Bob Marley)                                                                 | Grupos    |
| Paulo Cremona     | "Caçador de Mim" (Milton Nascimento)                                                        | Adultos   |
| Victor Brizeno    | "João de Barro" (Leandro Léo)                                                               | Homens    |
| Slow              | "Iris" (Goo Goo Dolls)                                                                      | Grupos    |
| Cecília Militão   | "I Have Nothing" (Whitney Houston)                                                          | Adultos   |
| Diego Martins     | "The House of the Rising Sun" (The Animals)                                                 | Homens    |
| Jéssica Casali    | "Oh Chuva" (Planta & Raiz)                                                                  | Mulheres  |
| Lucas Hawkin      | "Back to Black" (Amy Winehouse)                                                             | Homens    |

## Desafio das cadeiras
Na última fase que antecede os shows ao vivo, os 10 candidatos de cada categoria aprovados no Centro de Treinamento se apresentam individualmente diante dos jurados e da plateia e o mentor responsável pela categoria indica quem deve sentar em cada uma das quatro cadeiras. No decorrer das apresentações, o mentor poderá realizar substituições sempre que achar necessário. No final, 16 participantes sendo 4 de cada categoria avançam para os shows ao vivo.

### Parte 1 (10 de outubro de 2016)
Legenda
| Mentor (Categoria) | Ordem | Participante     | Canção                                                   | Decisão do mentor |
| ------------------ | ----- | ---------------- | -------------------------------------------------------- | ----------------- |
| Rick (Adultos)     | 1     | Tamires Alves    | "I Have Nothing" (Whitney Houston)                       | Cadeira 1         |
| Rick (Adultos)     | 2     | Dan Murata       | "Hold It Against Me" (Britney Spears)                    | Eliminado         |
| Rick (Adultos)     | 3     | Tainah           | "De Volta pro Aconchego" (Elba Ramalho)                  | Cadeira 2         |
| Rick (Adultos)     | 4     | Paulo Cremona    | "Melhor Eu Ir" (Péricles)                                | Cadeira 3         |
| Rick (Adultos)     | 5     | Amanda Döring    | "Zero" (Liniker)                                         | Eliminada         |
| Rick (Adultos)     | 6     | Prih Queiroz     | "Lilás" (Djavan)                                         | Cadeira 4         |
| Rick (Adultos)     | 7     | Cecília Militão  | "Você" (Tim Maia)                                        | Cadeira 2         |
| Rick (Adultos)     | 8     | Camille Rio Lima | "And I Am Telling You I'm Not Going" (Jennifer Holliday) | Cadeira 3         |
| Rick (Adultos)     | 9     | Rafael Oliveira  | "1+1" (Beyoncé)                                          | Cadeira 2         |
| Rick (Adultos)     | 10    | Cristopher Clark | "Set Fire to the Rain" (Adele)                           | Cadeira 3         |

### Parte 2 (12 de outubro de 2016)
| Mentor (Categoria) | Ordem | Participante     | Canção                                    | Decisão do mentor |
| ------------------ | ----- | ---------------- | ----------------------------------------- | ----------------- |
| Di (Homens)        | 1     | Igor Black       | "É Isso Aí" (Ana Carolina)                | Cadeira 1         |
| Di (Homens)        | 2     | Lucas Machado    | "O Vento" (Jota Quest)                    | Eliminado         |
| Di (Homens)        | 3     | Octávio Augusto  | "A Estrada" (Cidade Negra)                | Cadeira 2         |
| Di (Homens)        | 4     | Diego Martins    | "Bang Bang (Cher) / "Bang" (Anitta)       | Cadeira 3         |
| Di (Homens)        | 5     | Alessandro Maia  | "Os Corações não São Iguais" (Roupa Nova) | Cadeira 4         |
| Di (Homens)        | 6     | Eli              | "Wrecking Ball" (Miley Cyrus)             | Cadeira 1         |
| Di (Homens)        | 7     | Luan Lacerda     | "Chão de Giz" (Zé Ramalho)                | Eliminado         |
| Di (Homens)        | 8     | Conrado Bragança | "Far Away" (Nickelback)                   | Cadeira 4         |
| Di (Homens)        | 9     | Lucas Nage       | "Stitches" (Shawn Mendes)                 | Eliminado         |
| Di (Homens)        | 10    | Miguel EV        | "When We Were Young" (Adele)              | Cadeira 2         |

### Parte 3 (17 de outubro de 2016)
| Mentor (Categoria) | Ordem | Participante       | Canção                                         | Decisão do mentor |
| ------------------ | ----- | ------------------ | ---------------------------------------------- | ----------------- |
| Alinne (Mulheres)  | 1     | Naomi Dominguez    | "Sweet Child o' Mine" (Guns N' Roses)          | Cadeira 1         |
| Alinne (Mulheres)  | 2     | Carol Sampaio      | "It's a Man's Man's Man's World" (James Brown) | Cadeira 2         |
| Alinne (Mulheres)  | 3     | May                | "Ain't No Other Man" (Christina Aguilera)      | Eliminada         |
| Alinne (Mulheres)  | 4     | Ciana              | "Quem de Nós Dois" (Ana Carolina)              | Eliminada         |
| Alinne (Mulheres)  | 5     | V Killer           | "Velha Roupa Colorida" (Belchior)              | Cadeira 3         |
| Alinne (Mulheres)  | 6     | Marcela Bueno      | "Fora da Lei" (Ed Motta)                       | Cadeira 4         |
| Alinne (Mulheres)  | 7     | Jenni Mosello      | "Piloto Automático" (Supercombo)               | Cadeira 4         |
| Alinne (Mulheres)  | 8     | Ariane Villa Lobos | "Crazy" (Gnarls Barkley)                       | Cadeira 2         |
| Alinne (Mulheres)  | 9     | Bruna Pires        | "A História de Lily Braun" (Chico Buarque)     | Eliminada         |
| Alinne (Mulheres)  | 10    | Heloá Holanda      | "Stay With Me" (Sam Smith)                     | Cadeira 3         |

### Parte 4 (19 de outubro de 2016)
| Mentor (Categoria) | Ordem. | Participante             | Canção                                     | Decisão do mentor |
| ------------------ | ------ | ------------------------ | ------------------------------------------ | ----------------- |
| Paulo (Grupos)     | 1      | Zennus                   | "When I Grow Up" (The Pussycat Dolls)      | Eliminado         |
| Paulo (Grupos)     | 2      | Dó Maior                 | "O Xote das Meninas" (Luiz Gonzaga)        | Cadeira 1         |
| Paulo (Grupos)     | 3      | Dupla da Paulista        | "Man! I Feel Like a Woman!" (Shania Twain) | Eliminado         |
| Paulo (Grupos)     | 4      | Andrew & Maylon          | "Então Foge" (Marcos & Belutti)            | Cadeira 2         |
| Paulo (Grupos)     | 5      | Ônix                     | "Gaveta" (Fernando & Sorocaba)             | Eliminado         |
| Paulo (Grupos)     | 6      | A's Trinca               | "Só os Loucos Sabem" (Charlie Brown Jr.)   | Cadeira 3         |
| Paulo (Grupos)     | 7      | TropeirÁfrica            | "Shekini" (P-Square)                       | Cadeira 4         |
| Paulo (Grupos)     | 8      | Valter Júnior & Vinícius | "No Rancho Fundo" (Chitãozinho e Xororó)   | Cadeira 2         |
| Paulo (Grupos)     | 9      | Ravena                   | "Não Para" (Anitta)                        | Cadeira 1         |
| Paulo (Grupos)     | 10     | O Clã                    | "Quando o DJ Mandar" (Dennis DJ)           | Cadeira 3         |

## Shows ao vivo

### Resumo dos resultados
Legenda
     – Participante não se apresentou
     – Participante não foi salvo pelo mentor e teve que se apresentar novamente
     – Participante esteve entre os menos votados e teve que se apresentar novamente
     – Participante esteve entre os menos votados, mas recebeu o menor número total e foi eliminado imediatamente
     – Participante recebeu o menor número total de votos e foi eliminado imediatamente
| Participante          | Semana 1                            | Semana 1                                  | Semana 2                                   | Semana 3                           | Semana 4                          | Semana 5                     | Semana 5                                               | Semana 5                                               |
| Participante          | Segunda                             | Quarta                                    | Semana 2                                   | Semana 3                           | Semana 4                          | Segunda                      | Quarta                                                 | Quarta                                                 |
| Participante          | Segunda                             | Quarta                                    | Semana 2                                   | Semana 3                           | Semana 4                          | Segunda                      | Rodada 1                                               | Rodada 2                                               |
| --------------------- | ----------------------------------- | ----------------------------------------- | ------------------------------------------ | ---------------------------------- | --------------------------------- | ---------------------------- | ------------------------------------------------------ | ------------------------------------------------------ |
| Cristopher Clark      | Salvo                               | —                                         | Salvo                                      | Salvo                              | Salvo                             | Salvo                        | Salvo                                                  | Vencedor (Final)                                       |
| Jenni Mosello         | —                                   | Salva                                     | Salva                                      | Salva                              | Berlinda                          | Salva                        | Salva                                                  | 2º lugar (Final)                                       |
| Ravena                | Salvas                              | —                                         | Salvas                                     | Salvas                             | Salvas                            | Berlinda                     | 3º lugar (Final)                                       | 3º lugar (Final)                                       |
| Conrado Bragança      | Salvo                               | —                                         | Salvo                                      | Salvo                              | Salvo                             | Berlinda                     | Eliminado (Semana 5)                                   | Eliminado (Semana 5)                                   |
| Heloá Holanda         | Salva                               | —                                         | Salva                                      | Berlinda                           | Berlinda                          | Eliminada (Semana 4)         | Eliminada (Semana 4)                                   | Eliminada (Semana 4)                                   |
| Diego Martins         | —                                   | Berlinda                                  | Berlinda                                   | Salvo                              | Berlinda                          | Eliminado (Semana 4)         | Eliminado (Semana 4)                                   | Eliminado (Semana 4)                                   |
| Naomi Dominguez       | Berlinda                            | —                                         | Salva                                      | Berlinda                           | Eliminada (Semana 3)              | Eliminada (Semana 3)         | Eliminada (Semana 3)                                   | Eliminada (Semana 3)                                   |
| Miguel EV             | —                                   | Salvo                                     | Salvo                                      | Berlinda                           | Eliminado (Semana 3)              | Eliminado (Semana 3)         | Eliminado (Semana 3)                                   | Eliminado (Semana 3)                                   |
| Valter Jr. & Vinicius | —                                   | Salvos                                    | Berlinda                                   | Eliminados (Semana 2)              | Eliminados (Semana 2)             | Eliminados (Semana 2)        | Eliminados (Semana 2)                                  | Eliminados (Semana 2)                                  |
| Rafael Oliveira       | —                                   | Salvo                                     | Berlinda                                   | Eliminado (Semana 2)               | Eliminado (Semana 2)              | Eliminado (Semana 2)         | Eliminado (Semana 2)                                   | Eliminado (Semana 2)                                   |
| Ariane Villa Lobos    | —                                   | Berlinda                                  | Eliminada (Semana 1)                       | Eliminada (Semana 1)               | Eliminada (Semana 1)              | Eliminada (Semana 1)         | Eliminada (Semana 1)                                   | Eliminada (Semana 1)                                   |
| Prih Queiroz          | —                                   | Berlinda                                  | Eliminada (Semana 1)                       | Eliminada (Semana 1)               | Eliminada (Semana 1)              | Eliminada (Semana 1)         | Eliminada (Semana 1)                                   | Eliminada (Semana 1)                                   |
| TropeirÁfrica         | —                                   | Berlinda                                  | Eliminados (Semana 1)                      | Eliminados (Semana 1)              | Eliminados (Semana 1)             | Eliminados (Semana 1)        | Eliminados (Semana 1)                                  | Eliminados (Semana 1)                                  |
| Eli                   | Berlinda                            | Eliminado (Semana 1)                      | Eliminado (Semana 1)                       | Eliminado (Semana 1)               | Eliminado (Semana 1)              | Eliminado (Semana 1)         | Eliminado (Semana 1)                                   | Eliminado (Semana 1)                                   |
| O Clã                 | Berlinda                            | Eliminados (Semana 1)                     | Eliminados (Semana 1)                      | Eliminados (Semana 1)              | Eliminados (Semana 1)             | Eliminados (Semana 1)        | Eliminados (Semana 1)                                  | Eliminados (Semana 1)                                  |
| Tamires Alves         | Berlinda                            | Eliminada (Semana 1)                      | Eliminada (Semana 1)                       | Eliminada (Semana 1)               | Eliminada (Semana 1)              | Eliminada (Semana 1)         | Eliminada (Semana 1)                                   | Eliminada (Semana 1)                                   |
|                       |                                     |                                           |                                            |                                    |                                   |                              |                                                        |                                                        |
| Berlinda              | O Clã Eli Naomi Tamires             | TropeirÁfrica Diego Ariane Prih           | Diego Valter Jr. & Vinicius                | Heloá Naomi                        | Heloá Jenni                       | Conrado Ravena               | Cristopher Jenni Ravena                                | Cristopher Jenni Ravena                                |
| Tipo de voto          | Salvar                              | Salvar                                    | Eliminar                                   | Eliminar                           | Eliminar                          | Eliminar                     | Ganhar                                                 | Ganhar                                                 |
| Voto de Paulo         | Ravena                              | Valter Jr. & Vinicius                     | Diego                                      | Naomi                              | Jenni                             | Conrado                      | Os resultados foram baseados apenas no voto do público | Os resultados foram baseados apenas no voto do público |
| Voto de Di            | Conrado                             | Miguel                                    | Valter Jr. & Vinícius                      | Naomi                              | Heloá                             | Ravena                       | Os resultados foram baseados apenas no voto do público | Os resultados foram baseados apenas no voto do público |
| Voto de Alinne        | Heloá                               | Jenni                                     | Valter Jr. & Vinícius                      | Naomi                              | Heloá                             | Conrado                      | Os resultados foram baseados apenas no voto do público | Os resultados foram baseados apenas no voto do público |
| Voto de Rick          | Cristopher                          | Rafael                                    | Diego                                      | Heloá                              | Jenni                             | Conrado                      | Os resultados foram baseados apenas no voto do público | Os resultados foram baseados apenas no voto do público |
| Eliminados            | Eli Voto do público para salvar     | Ariane Voto do público para salvar        | Rafael Voto do público para salvar         | Miguel Voto do público para salvar | Diego Voto do público para salvar | Conrado 3 de 4 votos Maioria | Ravena 31% para ganhar                                 | Jenni 34% para ganhar                                  |
| Eliminados            | O Clã Voto do público para salvar   | Prih Voto do público para salvar          | Rafael Voto do público para salvar         | Miguel Voto do público para salvar | Diego Voto do público para salvar | Conrado 3 de 4 votos Maioria | Ravena 31% para ganhar                                 | Jenni 34% para ganhar                                  |
| Eliminados            | O Clã Voto do público para salvar   | Prih Voto do público para salvar          | Valter Jr. & Vinícius 2 de 4 votos Impasse | Naomi 3 de 4 votos Maioria         | Heloá 2 de 2 votos Impasse        | Conrado 3 de 4 votos Maioria | Ravena 31% para ganhar                                 | Cristopher 35% para ganhar                             |
| Eliminados            | Tamires Voto do público para salvar | TropeirÁfrica Voto do público para salvar | Valter Jr. & Vinícius 2 de 4 votos Impasse | Naomi 3 de 4 votos Maioria         | Heloá 2 de 2 votos Impasse        | Conrado 3 de 4 votos Maioria | Ravena 31% para ganhar                                 | Cristopher 35% para ganhar                             |

### Semana 1 (24 e 26 de outubro de 2016)
Na primeira semana de shows ao vivo, as apresentações dos candidatos são divididas em duas partes: oito (sendo dois de cada categoria) se apresentam na segunda-feira e a outra metade na quarta. Após as apresentações, cada mentor tem a missão de salvar um participante dentre os dois da sua categoria para avançar ao Top 10. Os quatro candidatos que não são salvos pelos jurados, se apresentam novamente na repescagem e o público escolhe um para seguir na competição enquanto os outros três são eliminados.
- Tema: Livre
- Apresentação do Top 16: "Can't Stop the Feeling!" (Justin Timberlake)

Legenda
| Episódio | Ordem      | Participante             | Canção                                     | Resultado          |
| -------- | ---------- | ------------------------ | ------------------------------------------ | ------------------ |
| Parte 1  | 1          | Eli                      | "Locked Out of Heaven" (Bruno Mars)        | Repescagem         |
| Parte 1  | 2          | Tamires Alves            | "A Lua Q Eu T Dei" (Ivete Sangalo)         | Repescagem         |
| Parte 1  | 3          | Ravena                   | "Survivor" (Destiny's Child)               | Salvas             |
| Parte 1  | 4          | Heloá Holanda            | "Love on Top" (Beyoncé)                    | Salva              |
| Parte 1  | 5          | Conrado Bragança         | "Iris" (Goo Goo Dolls)                     | Salvo              |
| Parte 1  | 6          | Cristopher Clark         | "I Don't Want to Miss a Thing" (Aerosmith) | Salvo              |
| Parte 1  | 7          | Naomi Dominguez          | "Na Sua Estante" (Pitty)                   | Repescagem         |
| Parte 1  | 8          | O Clã                    | "País do Futebol" (MC Guimê)               | Repescagem         |
| Parte 1  | Repescagem |                          |                                            |                    |
| Parte 1  | 1          | Eli                      | "Mandou Bem" (Jota Quest)                  | Eliminado          |
| Parte 1  | 2          | Tamires Alves            | "Sweet Dreams" (Beyoncé)                   | Eliminada          |
| Parte 1  | 3          | Naomi Dominguez          | "Equalize" (Pitty)                         | Salva pelo público |
| Parte 1  | 4          | O Clã                    | "Amor de Chocolate" (Naldo Benny)          | Eliminados         |
|          |            |                          |                                            |                    |
| Parte 2  | 1          | Valter Júnior & Vinícius | "Infiel" (Marília Mendonça)                | Salvos             |
| Parte 2  | 2          | Prih Queiroz             | "Overjoyed" (Stevie Wonder)                | Repescagem         |
| Parte 2  | 3          | Miguel EV                | "Crazy" (Gnarls Barkley)                   | Salvo              |
| Parte 2  | 4          | Ariane Villa Lobos       | "Firework" (Katy Perry)                    | Repescagem         |
| Parte 2  | 5          | TropeirÁfrica            | "Segura o Corpo" (The Groove)              | Repescagem         |
| Parte 2  | 6          | Diego Martins            | "Want to Want Me" (Jason Derulo)           | Repescagem         |
| Parte 2  | 7          | Rafael Oliveira          | "Stay" (Rihanna)                           | Salvo              |
| Parte 2  | 8          | Jenni Mosello            | "Mercy" (Duffy)                            | Salva              |
| Parte 2  | Repescagem |                          |                                            |                    |
| Parte 2  | 1          | TropeirÁfrica            | "Abana o Vestido" (Zona 5)                 | Eliminados         |
| Parte 2  | 2          | Prih Queiroz             | "Que Sorte a Nossa" (Matheus & Kauan)      | Eliminada          |
| Parte 2  | 3          | Diego Martins            | "Chandelier" (Sia)                         | Salvo pelo público |
| Parte 2  | 4          | Ariane Villa Lobos       | "Feeling Good" (Nina Simone)               | Eliminada          |

### Semana 2 (31 de outubro e 2 de novembro de 2016)
A partir da segunda semana de shows ao vivo, os participantes se apresentam na segunda-feira e a votação abre após as apresentações. O público pode votar via SMS e Twitter até o programa de quarta-feira, quando ocorre as eliminações. Dos três menos votados, um é eliminado direto enquanto os outros dois se apresentam novamente para tentar avançar para a próxima fase e os jurados decidem quem avança. Em caso de empate, o menos votado é eliminado. A partir dessa etapa, as eliminações ocorrem independente da categoria dos participantes, podendo, dessa forma, existir uma final inteiramente composta por uma categoria ou um mentor perder todos os seus pupilos em um só dia - uma novidade nos realities musicais brasileiros de canto individual.
- Tema: Halloween
- Apresentação do Top 10: "Sympathy for the Devil" (The Rolling Stones)
- Artistas convidados:
  - Quarta: Paula Fernandes ("Pra Você" e "Olhos do Céu") e NX Zero ("Modo Avião")

Legenda
| Ordem         | Participante             | Canção                                                                     | Resultado  |
| ------------- | ------------------------ | -------------------------------------------------------------------------- | ---------- |
| 1             | Diego Martins            | "Monster" / "Perfect Illusion" (Lady Gaga)                                 | Berlinda   |
| 2             | Valter Júnior & Vinicius | "Menina Veneno" (Ritchie)                                                  | Berlinda   |
| 3             | Cristopher Clark         | "Talking to the Moon" (Bruno Mars)                                         | Salvo      |
| 4             | Conrado Bragança         | "Sem Radar" (LS Jack)                                                      | Salvo      |
| 5             | Naomi Dominguez          | "I'm in Love with a Monster" (Fifth Harmony)                               | Salva      |
| 6             | Ravena                   | "E.T." (Katy Perry)                                                        | Salvas     |
| 7             | Rafael Oliveira          | "Superstition" (Stevie Wonder)                                             | Eliminado  |
| 8             | Jenni Mosello            | "Máscara" (Pitty)                                                          | Salva      |
| 9             | Miguel EV                | "Demons" (Imagine Dragons)                                                 | Salvo      |
| 10            | Heloá Holanda            | "Sweet Dreams (Are Made of This)" (Eurythmics) / "É o Poder" (Karol Conka) | Salva      |
| Última chance |                          |                                                                            |            |
| 1             | Diego Martins            | "Erva Venenosa" (Rita Lee)                                                 | Salvo      |
| 2             | Valter Júnior & Vinícius | "Flor" (Jorge & Mateus)                                                    | Eliminados |

Votação dos jurados para eliminar
- Paulo: Diego Martins – apoiando seu próprio concorrente, Valter Junior & Vinicius
- Di: Valter Junior & Vinicius – apoiando seu próprio concorrente, Diego Martins
- Alinne: Valter Junior & Vinicius – baseado na apresentação da última chance
- Rick: Diego Martins – baseado no potencial de vendas no mercado brasileiro
- Desempate (menos votado): Valter Júnior & Vinícius

### Semana 3 (7 e 9 de novembro de 2016)
- Tema: Retrô
- Apresentação do Top 8: "Whisky a Go Go" (Roupa Nova)
- Artistas convidados:
  - Segunda: Il Volo ("O Sole Mio" e "Nessun Dorma")
  - Quarta: Anitta ("Sim ou Não", "Essa Mina É Louca" e "Bang") e Alinne Rosa ("País da Fantasia")

| Ordem         | Participante     | Canção                                                    | Resultado |
| ------------- | ---------------- | --------------------------------------------------------- | --------- |
| 1             | Cristopher Clark | "Somebody to Love" (Queen)                                | Salvo     |
| 2             | Conrado Bragança | "Alma Gêmea" (Fábio Jr.)                                  | Salvo     |
| 3             | Naomi Dominguez  | "Like a Virgin" (Madonna)                                 | Berlinda  |
| 4             | Miguel EV        | "Against All Odds (Take a Look at Me Now)" (Phil Collins) | Eliminado |
| 5             | Heloá Holanda    | "O Tempo não Para" (Cazuza)                               | Berlinda  |
| 6             | Jenni Mosello    | "Mr. Jones" (Counting Crows)                              | Salva     |
| 7             | Diego Martins    | "...Baby One More Time" (Britney Spears)                  | Salvo     |
| 8             | Ravena           | "Dancin' Days" (As Frenéticas)                            | Salvas    |
| Última chance |                  |                                                           |           |
| 1             | Heloá Holanda    | "Eu Amo Você" (Tim Maia)                                  | Salva     |
| 2             | Naomi Dominguez  | "Nothing Else Matters" (Metallica)                        | Eliminada |

Votação dos jurados para eliminar
- Alinne: Naomi Dominguez – não deu nenhuma razão, mas demonstrou ter dificuldade em decidir entre suas próprias participantes
- Paulo: Naomi Dominguez – baseado na apresentação da última chance
- Rick: Heloá Holanda – baseado na apresentação da última chance
- Di: Naomi Dominguez – não deu nenhuma razão

### Semana 4 (14 e 16 de novembro de 2016)
- Temas: "Trilha de Filmes" e "Grandes Hits"
- Apresentação do Top 6: "Lady Marmalade" (Christina Aguilera) / "Diamonds Are A Girl's Best Friend" (Marilyn Monroe) / "Your Song" (Elton John)
- Artistas convidados:
  - Quarta: Karol Conka ("Tombei", "Maracutaia" e "É o Poder") e Paulo Miklos ("Sangue Latino")

| Ordem         | Participante     | Canção (Trilha de Filmes)                                      | Ordem                         | Canção (Grandes Hits)                               | Resultado |
| ------------- | ---------------- | -------------------------------------------------------------- | ----------------------------- | --------------------------------------------------- | --------- |
| 1             | Heloá Holanda    | "I Will Survive" (Gloria Gaynor de Priscila)                   | 7                             | "Não Vá Embora" (Marisa Monte)                      | Berlinda  |
| 2             | Conrado Bragança | "Será" (Legião Urbana de Somos tão Jovens)                     | 8                             | "It's My Life" (Bon Jovi)                           | Salvo     |
| 3             | Ravena           | "Já Sei Namorar" (Tribalistas de De Pernas pro Ar)             | 9                             | "Single Ladies (Put a Ring on It)" (Beyoncé)        | Salvo     |
| 4             | Cristopher Clark | "Brasil" (Cazuza de Tropa de Elite 2)                          | 10                            | "Bang Bang" (Jessie J, Ariana Grande e Nicki Minaj) | Salvo     |
| 5             | Diego Martins    | "Metamorfose Ambulante" (Raul Seixas de Cidade de Deus)        | 11                            | "Get Lucky" (Daft Punk)                             | Eliminado |
| 6             | Jenni Mosello    | "All About That Bass" (Meghan Trainor de Um Senhor Estagiário) | 12                            | "Beijinho no Ombro" (Valesca)                       | Berlinda  |
| Última chance |                  |                                                                |                               |                                                     |           |
| Ordem         | Participante     | Canção                                                         | Canção                        | Canção                                              | Resultado |
| 1             | Heloá Holanda    | "Amei Te Ver" (Tiago Iorc)                                     | "Amei Te Ver" (Tiago Iorc)    | "Amei Te Ver" (Tiago Iorc)                          | Eliminada |
| 2             | Jenni Mosello    | "Love on the Brain" (Rihanna)                                  | "Love on the Brain" (Rihanna) | "Love on the Brain" (Rihanna)                       | Salva     |

Votação dos jurados para eliminar
- Rick: Jenni Mosello – baseado na apresentação da última chance
- Di: Heloá Holanda – baseado na apresentação da última chance
- Paulo: Jenni Mosello – não deu nenhuma razão
- Alinne: Heloá Holanda – para igualar a situação e deixar a decisão para o público
- Desempate (menos votada): Heloá Holanda

### Semana 5: Semifinal (21 de novembro de 2016)
- Temas: "Escolha do Jurado" e "Escolha do Participante"

| Ordem         | Participante     | Canção (Escolha do Jurado)                               | Ordem                        | Canção (Escolha do Participante)       | Resultado  |
| ------------- | ---------------- | -------------------------------------------------------- | ---------------------------- | -------------------------------------- | ---------- |
| 1             | Cristopher Clark | "Dog Days Are Over" (Florence and the Machine)           | 5                            | "Só Rezo" (NX Zero)                    | Finalista  |
| 2             | Jenni Mosello    | "Me Espera" (Sandy) / "Little Lion Man" (Mumford & Sons) | 6                            | "Bitch Better Have My Money" (Rihanna) | Finalista  |
| 3             | Ravena           | "Ai, Ai, Ai..." (Vanessa da Mata)                        | 7                            | "That's My Girl" (Fifth Harmony)       | Berlinda   |
| 4             | Conrado Bragança | "What a Wonderful World" (Louis Armstrong)               | 8                            | "Coisa Linda" (Tiago Iorc)             | Berlinda   |
| Última chance |                  |                                                          |                              |                                        |            |
| Ordem         | Participante     | Canção                                                   | Canção                       | Canção                                 | Resultado  |
| 1             | Conrado Bragança | "Heaven" (Bryan Adams)                                   | "Heaven" (Bryan Adams)       | "Heaven" (Bryan Adams)                 | Eliminado  |
| 2             | Ravena           | "Girl on Fire" (Alicia Keys)                             | "Girl on Fire" (Alicia Keys) | "Girl on Fire" (Alicia Keys)           | Finalistas |

Votação dos jurados para eliminar
- Paulo: Conrado Bragança – apoiando seu próprio concorrente, Ravena
- Di: Ravena – apoiando seu próprio concorrente, Conrado Bragança
- Rick: Conrado Bragança – não deu nenhuma razão
- Alinne: Conrado Bragança – não deu nenhuma razão

### Semana 5: Final (23 de novembro de 2016)
- Tema: "Escolha dos finalistas"
- Apresentação do Top 10: "Viva la Vida" (Coldplay)
- Artistas convidados: Ludmilla ("Sou Eu" e "Bom"), Tiago Iorc ("Amei Te Ver") e Jota Quest ("Blecaute" e "Um Dia Pra Não Se Esquecer")
- Vencedor: Cristopher Clark - "Kiss" (Prince)

| Ordem          | Participante     | Canção                                                       | Resultado |
| -------------- | ---------------- | ------------------------------------------------------------ | --------- |
| 1              | Jenni Mosello    | "You Know I'm No Good" (Amy Winehouse)                       | Salva     |
| 2              | Cristopher Clark | "Quando o Sol Bater Na Janela do Teu Quarto" (Legião Urbana) | Salvo     |
| 3              | Ravena           | "Sim ou Não" (Anitta)                                        | 3° lugar  |
| Segunda rodada |                  |                                                              |           |
| 1              | Jenni Mosello    | "Oração" (A Banda mais Bonita da Cidade)                     | 2° lugar  |
| 2              | Cristopher Clark | "Stone Cold" (Demi Lovato)                                   | Vencedor  |

## Top 40
Legenda
     – Vencedor(a)
     – 2º lugar
     – 3º lugar
     – Eliminado(a) na semifinal
     – Eliminado(a) nas rodadas de apresentações ao vivo
     – Eliminado(a) no Desafio das Cadeiras
| Mentores e categorias  | Competidores             | Competidores      | Competidores       | Competidores    | Competidores |
| ---------------------- | ------------------------ | ----------------- | ------------------ | --------------- | ------------ |
| Alinne Rosa (Mulheres) |                          |                   |                    |                 |              |
| Jenni Mosello          | Heloá Holanda            | Naomi Dominguez   | Ariane Villa Lobos | Bruna Pires     |              |
| Carol Sampaio          | Ciana                    | Marcela Bueno     | May                | V Killer        |              |
| Di Ferrero (Homens)    |                          |                   |                    |                 |              |
| Conrado Bragança       | Diego Martins            | Miguel EV         | Eli                | Alessandro Maia |              |
| Igor Black             | Luan Lacerda             | Lucas Machado     | Lucas Nage         | Octávio Augusto |              |
| Paulo Miklos (Grupos)  |                          |                   |                    |                 |              |
| Ravena                 | Valter Júnior & Vinícius | O Clã             | TropeirÁfrica      | A's Trinca      |              |
| Andrew & Maylon        | Dó Maior                 | Dupla da Paulista | Ônix               | Zennus          |              |
| Rick Bonadio (Adultos) |                          |                   |                    |                 |              |
| Cristopher Clark       | Rafael Oliveira          | Prih Queiroz      | Tamires Alves      | Amanda Döring   |              |
| Camille Rio Lima       | Cecília Militão          | Dan Murata        | Paulo Cremona      | Tainah          |              |

## Audiência
Os dados são divulgados pelo IBOPE.
| #           | Episódio                               | Data original em que foi ao ar | Audiência (consolidados) | Rank | Fonte  |
| ----------- | -------------------------------------- | ------------------------------ | ------------------------ | ---- | ------ |
| 0           | X Factor Brasil - Especial             | 23 de agosto de 2016           | 5.4                      | 2    | [ 42 ] |
| 1           | Audições, Parte 1                      | 29 de agosto de 2016           | 3.3                      | 4    | [ 43 ] |
| 2           | Audições, Parte 2                      | 31 de agosto de 2016           | 2.6                      | 4    | [ 44 ] |
| 3           | Audições, Parte 3                      | 5 de setembro de 2016          | 2.4                      | 4    | [ 45 ] |
| 4           | Audições, Parte 4                      | 7 de setembro de 2016          | 2.3                      | 4    | [ 46 ] |
| 5           | Audições, Parte 5                      | 12 de setembro de 2016         | 2.1                      | 4    | [ 47 ] |
| 6           | Audições, Parte 6                      | 14 de setembro de 2016         | 2.8                      | 4    | [ 48 ] |
| 7           | Audições, Parte 7                      | 19 de setembro de 2016         | 3.1                      | 4    | [ 49 ] |
| 8           | Audições, Parte 8                      | 21 de setembro de 2016         | 2.6                      | 4    | [ 50 ] |
| 9           | Centro de Treinamento, Parte 1         | 26 de setembro de 2016         | 2.5                      | 4    | [ 51 ] |
| 10          | Centro de Treinamento, Parte 2         | 28 de setembro de 2016         | 2.5                      | 4    | [ 52 ] |
| 11          | Centro de Treinamento, Parte 3         | 3 de outubro de 2016           | 2.5                      | 4    | [ 53 ] |
| 12          | Centro de Treinamento, Parte 4         | 5 de outubro de 2016           | 2.2                      | 4    | [ 54 ] |
| 13          | Desafio das Cadeiras, Parte 1          | 10 de outubro de 2016          | 2.4                      | 4    | [ 55 ] |
| 14          | Desafio das Cadeiras, Parte 2          | 12 de outubro de 2016          | 2.2                      | 5    | [ 56 ] |
| 15          | Desafio das Cadeiras, Parte 3          | 17 de outubro de 2016          | 2.3                      | 4    | [ 57 ] |
| 16          | Desafio das Cadeiras, Parte 4          | 19 de outubro de 2016          | 2.6                      | 4    | [ 58 ] |
| 17          | Shows ao vivo - Eliminatórias, Parte 1 | 24 de outubro de 2016          | 2.6                      | 4    | [ 59 ] |
| 18          | Shows ao vivo - Eliminatórias, Parte 2 | 26 de outubro de 2016          | 2.7                      | 4    | [ 60 ] |
| 19          | Shows ao vivo - Top 10: Performances   | 31 de outubro de 2016          | 2.3                      | 4    | [ 61 ] |
| 20          | Shows ao vivo - Top 10: Resultados     | 2 de novembro de 2016          | 2.8                      | 4    | [ 62 ] |
| 21          | Shows ao vivo - Top 8: Performances    | 7 de novembro de 2016          | 2.1                      | 4    | [ 63 ] |
| 22          | Shows ao vivo - Top 8: Resultados      | 9 de novembro de 2016          | 1.7                      | 5    | [ 64 ] |
| 23          | Shows ao vivo - Top 6: Performances    | 14 de novembro de 2016         | 2.3                      | 4    | [ 65 ] |
| 24          | Shows ao vivo - Top 6: Resultados      | 16 de novembro de 2016         | 2.4                      | 4    | [ 66 ] |
| 25          | Shows ao vivo - Top 4: Semifinal       | 21 de novembro de 2016         | 2.3                      | 4    | [ 67 ] |
| 26          | Shows ao vivo - Top 3: Final           | 23 de novembro de 2016         | 2.4                      | 4    | [ 68 ] |
| Média geral | Média geral                            | Média geral                    | 2.4                      | 2.4  | 2.4    |